# Gscheid (Bodingbach)
Das Gscheid ist ein  843 m ü. A. hoher Pass zwischen der Kleinen Ybbs und dem Bodingbach, einem Zufluss der Ybbs.

## Lage
Das  Gscheid liegt am Übergang vom Tal der Schwarzen Ois, die ab Ybbsitz als Kleine Ybbs bezeichnet wird, in das Bodingbachtal; der Bodingbach mündet bei Lunz am See in die Ybbs. Beide Gewässer, Kleine Ybbs und Ybbs, fließen bei Waidhofen an der Ybbs zusammen. Talorte sind das Gut Fuchslehen (532 m) und die Rotte Bodingbach. Die Passhöhe stellt auch die Grenze zwischen den Bezirken Amstetten und Scheibbs dar.

## Bedeutung
Das Gscheid ist der Scheitelpunkt der vierten Etappe des oberösterreichischen Mariazeller Weges, der am Pöstlingberg in Linz seinen Ausgang nimmt. Am Weg liegt die Hamotalm, die von Mai bis September einfach bewirtschaftet ist.

## Umgebung
Am Weg zum Pass liegt acht Kilometer von Ybbsitz bachaufwärts bzw. fünf Kilometer vor der Passhöhe der kleine Wallfahrtsort Maria Seesal.